# A karácsonyi puding
A karácsonyi puding (eredeti címén The Adventure of the Christmas Pudding and a Selection of Other Entrées) Agatha Christie 1960-ban megjelent, hat történetet tartalmazó novelláskötete. A kötetben szereplő novellák (A spanyol láda rejtélye és a Greenshaw bolondvára kivételével) korábban különböző újságokban (pl. The Strand, The Sketch stb.) jelentek meg. A különböző alkotói korszakból származó novellák szereplői között Hercule Poirot és Miss Marple egyaránt megjelenik.
Magyarországon először 1995-ben jelent meg a Magyar Könyvklub kiadónál, Sarlós Zsuzsa fordításában. Legújabb kiadása az Aquila Kiadóhoz fűződik; ők 2007-ben adták ki ugyanazt a fordítást. A magyar kiadásokból hiányzik a szerző előszava, amelyben az írónő az olvasó figyelmébe ajánlja a különböző étkeket, azaz az egyes novellákat.
A Greenshaw bolondvára című novella jogait az írónő az exeteri egyházközségnek ajándékozta, hogy a bevételből ólomüveg ablakot csináltassanak egy megadott templomba, azonban az exeteri püspök ügyvédei nem voltak megelégedve: szerintük Agatha Christie olyan könyvet ajándékozott az egyháznak, amely nem kell senkinek.

## Novellák
- A karácsonyi puding esete (Amerikában The Theft of the Royal Ruby azaz A királyi rubin elrablása címen jelent meg)
- A spanyol láda rejtélye
- Az elnyomott
- A szedertorta
- Az álom (először a The Regatta Mystery című amerikai novellaválogatásban jelent meg 1939-ben)
- Greenshaw bolondvára

## Magyarul
- A karácsonyi puding; ford. Sarlós Zsuzsa; Magyar Könyvklub, Bp., 1995
- A karácsonyi puding esete; ford. Sipos Katalin; Európa, Bp., 2014 (Európa krimi)
- A karácsonyi puding esete; ford. Sipos Katalin; in: Karácsonyi krimik; ford. Etédi Péter; Európa, Bp., 2016